# Grand-Auverné
Grand-Auverné (bretonsko Arwerneg-Veur) je naselje in občina v francoskem departmaju Loire-Atlantique regije Loire. Leta 2013 je naselje imelo 807 prebivalcev.

## Geografija
Kraj leži v pokrajini Bretaniji ob reki Canut de Renac, km severovzhodno od Nantesa.

## Uprava
Občina Grand-Auverné skupaj s sosednjimi občinami La Chapelle-Glain, Châteaubriant, Erbray, Fercé, Issé, Juigné-des-Moutiers, Louisfert, La Meilleraye-de-Bretagne, Moisdon-la-Rivière, Noyal-sur-Brutz, Petit-Auverné, Rougé, Ruffigné, Saint-Aubin-des-Châteaux, Saint-Julien-de-Vouvantes, Soudan, Soulvache  in Villepot sestavlja kanton Châteaubriant; slednji se nahaja v okrožju Châteaubriant.

## Zanimivosti
- graščina Manoir de la Petite-Haie iz 16. in 17. stoletja, francoski zgodovinski spomenik od leta 1984,
- neogotska cerkev sv. Petra in Pavla iz druge polovice 19. stoletja,
- kapela sv. Ane, La Bauche,
- kapela Notre-Dame-de-Bon Secours, Le Grand-Auvais.